# Пригласительное письмо

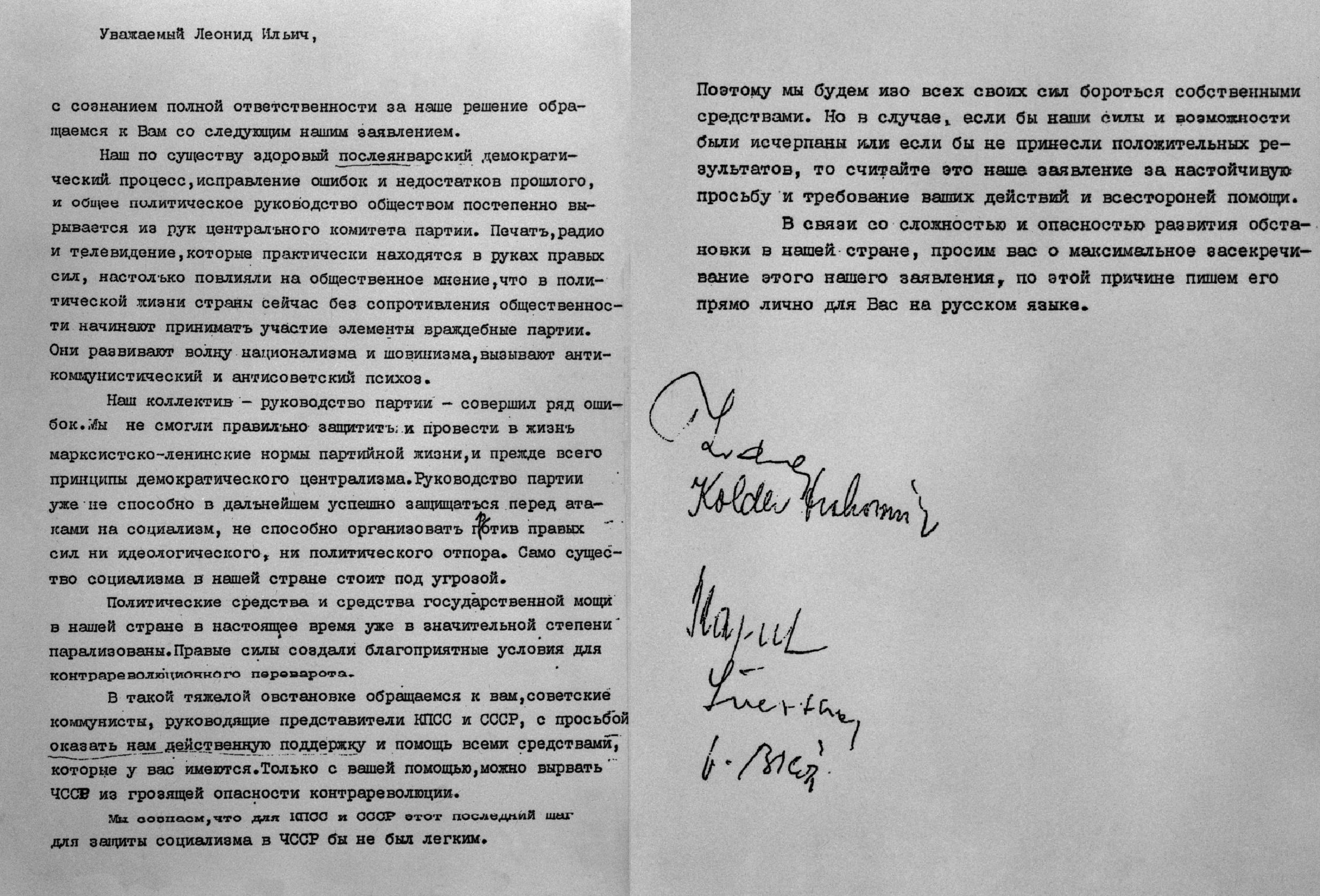
Пригласительное письмо

Пригласительное письмо (чеш. Zvací dopis, словац. Pozývací list) — письмо, написанное на русском языке и адресованное Генеральному секретарю ЦК КПСС Леониду Брежневу, подписанное пятью функционерами Коммунистической партии Чехословакии (КПЧ).
Письмо было написано в августе 1968 года. В нём содержался призыв всеми силами оказать помощь против предполагаемой надвигающейся «контрреволюции» в Чехословакии. Письмо стало для советского руководства одним из поводом для вторжения войск ОВД в ЧССР в ночь с 20 на 21 августа.
По словам свидетелей, письмо было передано Брежневу в братиславской гостинице «Сореа» 3 августа 1968 года, вскоре после того, как переговоры между советским и чехословацким лидерами в Чьерне-над-Тисой закончились неудачей для советской стороны. Существование письма должно было остаться в тайне. Письмо было найдено в среду 15 июля 1992 года, руководителем Государственного архива РФ Рудольфом Пихоя при сортировке дел в архиве Президента СССР. Оно находилось в запечатанном конверте, датированным от 25 сентября 1968 года. Тогдашний заведующий Общим отделом ЦК КПСС собственноручно написал на нем: «Хранить в архиве Политбюро. Не открывать без согласия. Константин Черненко». Рудольф Пихоя немедленно сообщил президенту России Борису Ельцину о своей находке и позвонил Вацлаву Гавелу в 15:40. В четверг специальный курьер доставил файлы в Пражский Град, и ранним вечером президент представил их журналистам.

### Подписанты
В современной Чехии подписантов письма считают коллаборационистами, и по всей видимости, отправка письма была государственной изменой даже по законам того времени. Подписавшихся за это ни разу не осудили, и их поступок был оправдан в «Московском протоколе». Подлинность подписей была доказана криминалистическими методами.
- Алоис Индра — член ЦК КПЧ, депутат Национального собрания ЧССР.
- Драгомир Кольдер — член ЦК КПЧ, депутат Национального собрания ЧССР.
- Олдржих Швестка — член президиума ЦК КПЧ.
- Антонин Капек — член ЦК КПЧ.
- Василь Биляк — член президиума ЦК КПЧ, Первый секретарь ЦК Коммунистической партии Словакии, депутат Национального собрания ЧССР.